# Andor Zsigmond
Andor Zsigmond, született Ackermann Zsigmond (Budapest, 1886. október 31. – Budapest, Erzsébetváros, 1957. május 28.) magyar karmester, színigazgató. 

## Életútja
Ackermann Vilmos (1852–1907) bádogosmester és Neumann Regina (1856–1916) fiaként született. Zenei tanulmányokat végzett, majd 1904 szeptemberében kezdte színészi pályáját. Karmester volt több vidéki színházban, német nyelvterületen is dolgozott. 1915-18-ban a Veszprémi Nemzeti Színház társulatának volt a tagja. 1923-ban pályázott a szegedi színház bérletére, amit el is nyert. Törekedett a budapestitől független műsor kialakítására, nagy létszámú társulatával főként az opera-előadásokra fordított különösen nagy figyelmet. Mivel működése nagy kiadásokkal járt, így anyagilag nehéz helyzetbe jutott, s 1926-ban befejezte a színigazgatást. 

„Trianon a világháború utolsó éveiben ambiciózus operai kurzust megvalósító vidéki színházak közül csak kettőt hagyott meg Magyarországnak, Szegedet és Debrecent. Közülük Szeged bizonyult az új korszakban fontosabb operai színtérnek. A háború utáni első évek még az (1916 óta) jelentékeny városi támogatást élvező, de bérlő-vállalkozói színház jegyében teltek. Almássy igazgató az 1919-1920-as évadig teljesítette, sőt túlteljesítette a szerződésben vállalt harminc operaelőadást: tíz művet játszott ötvenöt alkalommal. A standard műsort Rádió Rezső vagy a katonakarnagy Müller Mátyás vezényelte. Almássy utódja, a Miskolcról érkezett Palágyi Lajos (1920-1923) a megemelt támogatás ellenére sem tartotta a városban megkövetelt operai nívót.
Palágyi után a színházat Andor Zsigmond karnagy bérelte, aki három év alatt csődbe ment, sőt egy év alatt csődbe kergette utódját, a Kassáról Szegedre húzódott Faragó Ödönt is, akit a város rákényszerített, hogy a magáé mellé szerződtesse Andor Zsigmond gazdátlanná vált társulatát. Amíg azonban Andor igazgatása tartott, Szeged operai mézesheteket élt át, új kottatárral és hatvantagú zenekarral, amelyben ekkor lett rendszeresen használt hangszer a hárfa. (Befogadására állítólag ki kellett bővíteni a zenekari árkot.) Az 1923-1924-es évad végén még egy Mascagni-mű, a Piccolo Marat magyarországi ősbemutatójára is sor került Párizst megelőzve, ahogy a város színházi krónikája írja hitetlenkedő büszkeséggel. Andor évadonként tizennégy-tizenöt operát adott harmincöt-negyvennégy alkalommal, közöttük olyan kevésbé elcsépelteket, mint A bűvös vadász, a Bánk bán, A bibliás ember és Kienzl másik operája, a Városi Színházban is játszott Forradalmi szerelem, továbbá Giordano Szibériája. Budapest után elsőként sietett az ígéretes magyar operasikert előadni: a Farsangi lakodalom az 1925-1926-os évadban nyolcszor jutott színpadra Szegeden. Extravaganciáktól sem riadt vissza: bemutatta a Lohengrint, amely az első Wagner-előadás volt Szegeden, majd még ugyanebben az évadban (1924-1925) a Walkürt, a budapesti Operaház énekeseivel. A színházban sűrű volt a vendégjárás: magyar nagyságok mellett egy ízben a Faustot bécsi énekesekkel állították ki.”

Miután Andor Zsigmond elment Szegedről, a budapesti a Kossuth Lajos utcai Forum moziban működött mint zeneigazgató. Az 1930-as évek elején Berlinbe szerződött. 1931-ben a Városi Színház karnagya, 1934-ben a Royal Orfeum művészeti vezetője volt. Felesége Faith Gizella színésznő volt, akivel 1916-ban Sátoraljaújhelyen kötött házasságot.